# Pożeńki (Słobódka)
Pożeńki – dawniej folwark. Obecnie część Słobódki na Białorusi, w obwodzie witebskim, w rejonie głębockim, w sielsowiecie Psuja.

## Historia
W czasach zaborów folwark w powiecie dzisieńskim, w guberni wileńskiej Imperium Rosyjskiego.
W latach 1921–1945 folwark leżał w Polsce, w województwie wileńskim, w powiecie dziśnieńskim, w gminie Prozoroki.
Według Powszechnego Spisu Ludności z 1921 roku zamieszkiwały tu 16 osób, 15 było wyznania rzymskokatolickiego a 1 prawosławnego. Jednocześnie 15 mieszkańców zadeklarowało polską a 1 białoruską przynależność narodową. Były tu 2 budynki mieszkalne. W 1931 w 2 domach zamieszkiwało 9 osób.
Wierni należeli do parafii rzymskokatolickiej w Bobrowszczyźnie i prawosławnej w Psuji. Miejscowość podlegała pod Sąd Grodzki w Głębokiem i Okręgowy w Wilnie; właściwy urząd pocztowy mieścił się w Prozorokach.
W wyniku napaści ZSRR na Polskę we wrześniu 1939 miejscowość znalazła się pod okupacją sowiecką. 2 listopada została włączona do Białoruskiej SRR. Od czerwca 1941 roku pod okupacją niemiecką. W 1944 miejscowość została ponownie zajęta przez wojska sowieckie i włączona do Białoruskiej SRR.
Od 1991 w składzie niepodległej Białorusi.